# フアン・カルロス王大学
フアン・カルロス王大学（スペイン語: Universidad Rey Juan Carlos, URJC）は、スペイン・マドリード州にある公立大学。1996年に設立された。マドリードに本部を置いており、マドリード首都圏南部、モストレス、アルコルコン、フエンラブラダ、マドリード・ビカルバロ区に計4のキャンパスを有する。名称はスペイン王フアン・カルロス1世にちなんでいる。

## 歴史
マドリード・コンプルテンセ大学（1499年開学）、メネンデス・ペラヨ国際大学（1932年開学）、マドリード自治大学（1968年開学）、マドリード工科大学（1971年開学）、スペイン国立通信教育大学（1972年開学）、アルカラ大学（1977年開学）、カルロス3世大学（1989年開学）とともに、マドリード州に8校ある公立大学のひとつであり、8校の中で2番目に新しい大学である。2015年の学生数は37,939人であり、8校中2番目に多かった。

## キャンパス

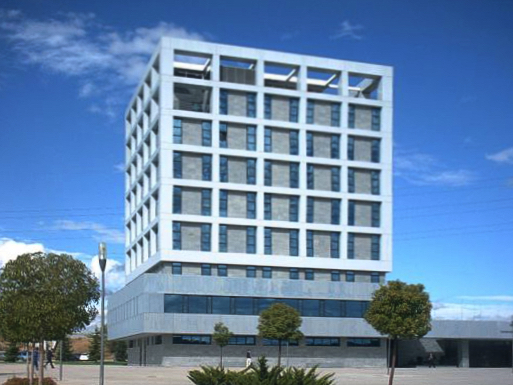
モストレスキャンパス

フアン・カルロス王大学は4つのキャンパスを有する。
- モストレスキャンパス（1998年-）
  - 1998年完成。実験科学・工学・コンピュータ工学など。
- アルコルコンキャンパス
  - 1997年完成。健康科学・医学・看護学・歯学など。大学病院を有する。
- ビカルバロキャンパス
  - 1998年完成。マドリードのビカルバロ区にある。法学・社会科学など。
- フエンラブラダキャンパス
  - 2000年完成。コミュニケーション科学、観光学、電気通信工学など。

## 専攻
| - コンピュータ科学 - 電気通信工学 - 電気通信学 - 化学工学 - 環境科学 - 歯学 - 医学 - 看護学 - 理学療法学 | - 食科学 - 生物学 - 観光学 - ジャーナリズム学 - 法学 - 経済学 - 経営学 - 会計学 - マーケティング学 | - 社会学 - 歴史学 - 心理学 - 保育学 - 国際関係学 - 視覚芸術・舞踊学 - 犯罪学 - 視聴覚コミュニケーション学 |